# Heitor Homem da Costa de Noronha
Heitor Homem da Costa de Noronha, 1.° barão da Costa Noronha e Vogal da Comissão Recenseadora de Angra do Heroísmo. Casou com Maria José de Matos, natural da ilha de São Jorge, de quem teve:
1. Francisco de Paula Homem da Costa Noronha.
2. Maria da Conceição da Costa Noronha.
3. Maria do Carmo da Costa Noronha, casada com António Ferreira Ramalho; com geração.